# Encyklopedie dinosaurů ve světle nejnovějších objevů
Encyklopedie dinosaurů ve světle nejnovějších objevů je populárně naučnou knihou, jejímž hlavním tématem jsou pozoruhodní tvorové druhohorního světa - neptačí dinosauři. Autorem je popularizátor paleontologie Vladimír Socha, jde o jeho druhou knihu (první je Úžasný svět dinosaurů). Ilustrace v knize jsou dílem Jiřího Hajného. Kniha vyšla roku 2010.

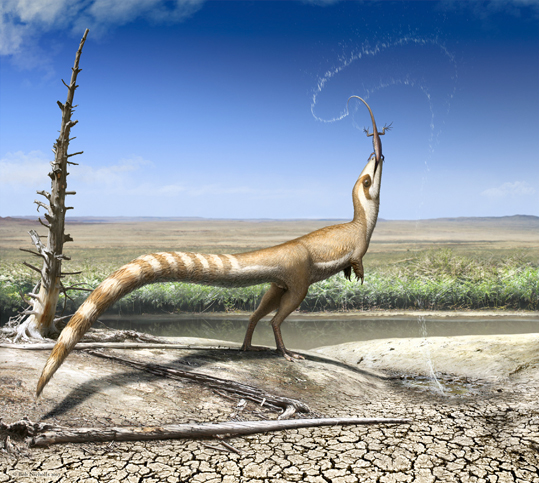
Sinosauropteryx je jedním z mnoha dinosaurů, o nichž je v knize pojednáno.

## Téma knihy
Tato publikace představuje dinosaury jako žijící a dynamické tvory, rozebírá podrobně otázky jejich teplokrevnosti, velikosti, nemocí, rychlosti pohybu, života v polárních oblastech, konečného vyhynutí na konci křídy nebo třeba otázku možného vzniku inteligentních "dinosauroidních" bytostí. Kniha je doplněna zhruba stovkou černobílých ilustrací a barevnou přílohou s fotografiemi. Část knihy je také věnována tzv. dinosauří galerii, kde jsou představeny některé vybrané rody dinosaurů, a to včetně nedávno popsaných a dosud nepříliš známých taxonů (k roku 2010). Kniha obsahuje také přehled doporučené literatury a webových stránek s tematikou dinosaurů a paleontologie obecně.